# Futbol a Lituània

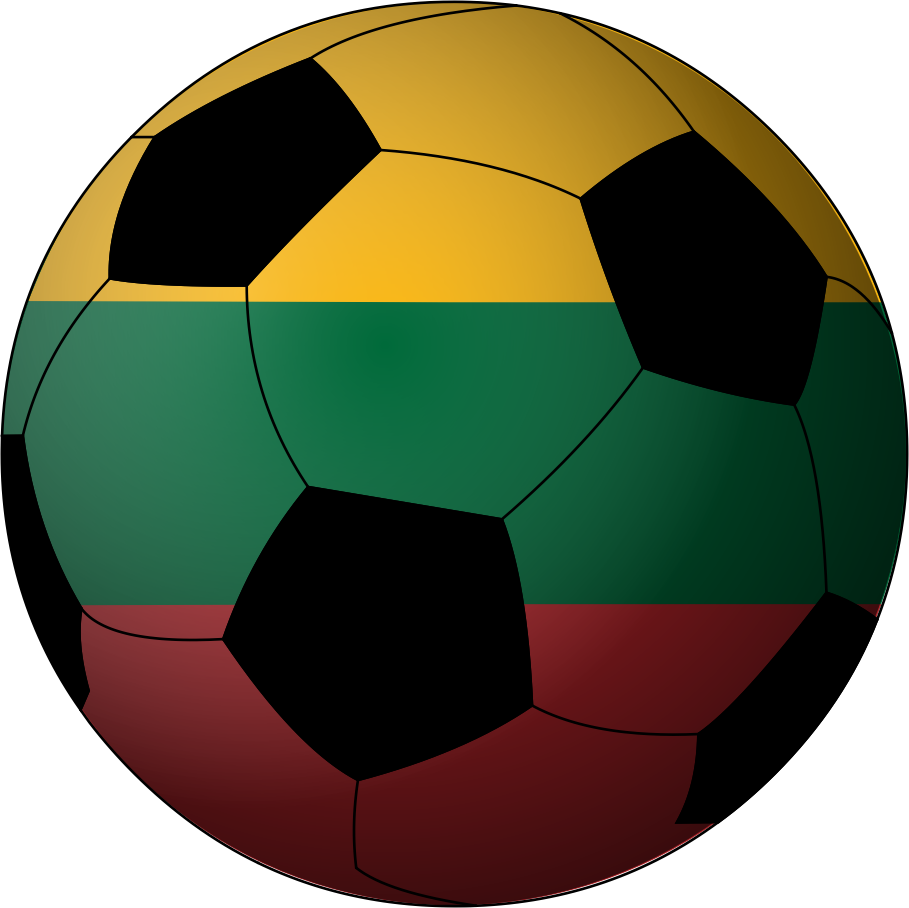

El futbol és el segon esport més popular a Lituània, per darrere del bàsquet. La Federació Lituana de Futbol (LFF, en lituà: Lietuvos Futbolo Federacija) és el màxim organisme del futbol professional a Lituània; va ser fundada el 1922, encara que es va afiliar a la FIFA el 1991 i a la UEFA l'any 1992. La LFF organitza l'A Lyga —la primera i màxima competició del país en format lliga— i la Copa de Lituània, i s'encarrega de les seleccions nacionals masculina i femenina.

## Història
Fins a la Primera Guerra Mundial, Lituània estava sota el domini de l'Imperi Alemany (Klaipeda) i l'Imperi Rus (Siauliai, Kaunas i Vilnius). El primer club lituà fou el SC Preußen Memel (Klaipeda) fundat ell 1909. Després de la guerra, Lituània esdevingué independent. El primer campionat nacional de Lituània se celebrà el 1922. Els clubs més destacats en el període d'entre-guerres foren LFLS Kaunas (fundat el 1919), LFLS Marijampolė (1921), SK Kovas Kaunas (1924, fundat com LFLS Šančiai Kaunas), KSS Klaipėda (1926) i FK Tauras Kaunas (1929).
Després de la Segona Guerra Mundial, Lituània és absorbida per la Unió Soviètica. El FK Žalgiris Vilnius (fundat el 1947) és l'únic conjunt lituà que va disputar la Primera Divisió de la Unió Soviètica, participant en 11 temporades i finalitzant en tercer lloc en 1987. Aquell any el Žalgiris va representar a la Unió Soviètica en els Jocs Universitaris a Zagreb, guanyant a Corea del Sud en la final per 5-0.
Després de la independència, el FBK Kaunas és l'equip més reeixit del país amb 8 campionats de lliga.

## Competicions oficials entre clubs
- A Lyga: és la primera divisió del futbol lituà. Va ser fundada en 1922 —en 1991 amb el nom actual— i està composta per 10 clubs.
- 1 Lyga: és la segona divisió en el sistema de lligues lituà. Hi competeixen 10 clubs.
- II Lyga: és la tercera divisió en el sistema lituà de futbol masculí. El nombre de clubs és de 20 equips, repartits en dues zones.
- Copa de Lituània: és la copa nacional del futbol lituà i el campió de la qual té accés a disputar la UEFA Europa League.
- Supercopa de Lituània: competició que enfronta al campió de la A Lyga i al campió de Copa.

## Seleccions de futbol de Lituània

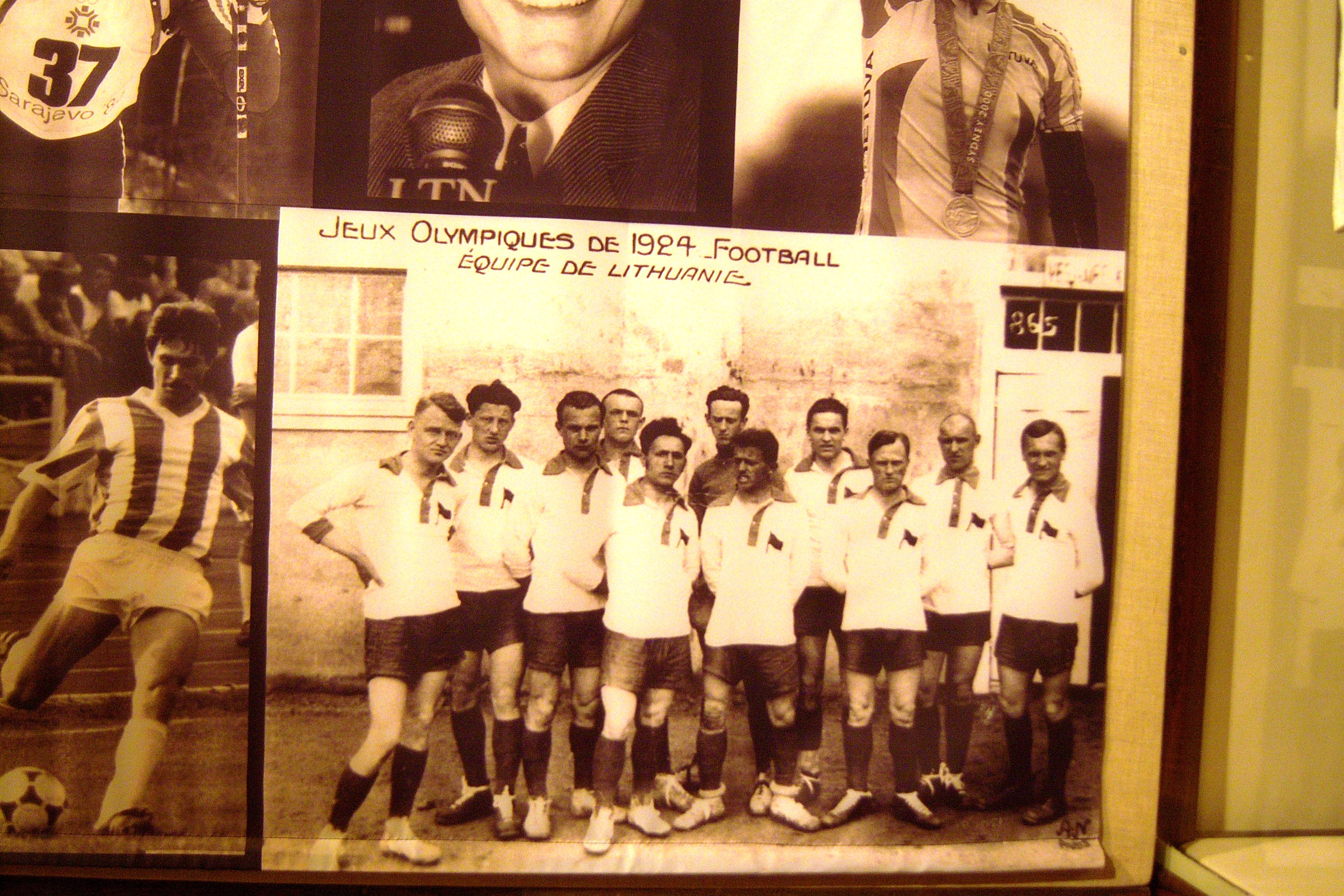
La selecció lituana en els Jocs Olímpics de París de 1924.

### Selecció masculina de Lituània
L'equip nacional de Lituània va disputar el seu primer partit oficial el 24 de juny de 1923 a Kaunas davant Estònia, partit que es va resoldre amb victòria dels estonians per 0-5. Després de la independència del país el 1990, el combinat lituà va disputar el seu primer partit com a nou Estat al maig de 1990, amb un enfrontament entre el Zalgiris Vilnius i el Dinamo Tbilissi en un partit que va finalitzar 2-2.
Lituània encara no ha aconseguit classificar-se per a la Copa del Món de la FIFA ni per l'Eurocopa. La selecció lituana ha guanyat en deu ocasions la Copa Bàltica, competició entre les seleccions dels estats bàltics.

### Selecció femenina de Lituània
La selecció femenina del país bàltic va debutar el 15 d'agost de 1993 davant la selecció de Dinamarca en un partit que van guanyar les daneses per 0-11 a la ciutat de Kaunas. La selecció femenina de Lituània encara no ha participat en una fase final de la Copa del Món o de l'Eurocopa.

## Principals clubs
Clubs que han guanyat alguna lliga lituana (1992-2018).
- FBK Kaunas
- FK Žalgiris Vilnius
- FK Ekranas Panevėžys
- FK Sūduva Marijampolė
- FK Kareda Kaunas
- FK Inkaras Kaunas
- Sirijus Klaipėda
- FK Mažeikiai

## Jugadors destacats
Font:
Des de 1930
- Jaroslavas Citavičius
- Bronius Jankauskas
- Antanas Lingis

Des de 1980
- Stasys Baranauskas

Des de 1990
- Valdas Ivanauskas
- Arminas Narbekovas
- Aidas Preikšaitis
- Aurelijus Skarbalius
- Gintaras Staučė
- Vyacheslavas Sukristovas
- Andrėjus Tereškinas

Des de 2000
- Deividas Česnauskis
- Tomas Danilevičius
- Edgaras Jankauskas
- Žydrūnas Karčemarskas
- Arūnas Klimavičius
- Robertas Poškus
- Deividas Šemberas
- Andrius Skerla
- Marius Stankevičius
- Tomas Žvirgždauskas

Des de 2010
- Fiodor Černych
- Tadas Kijanskas
- Saulius Mikoliūnas

## Estadis

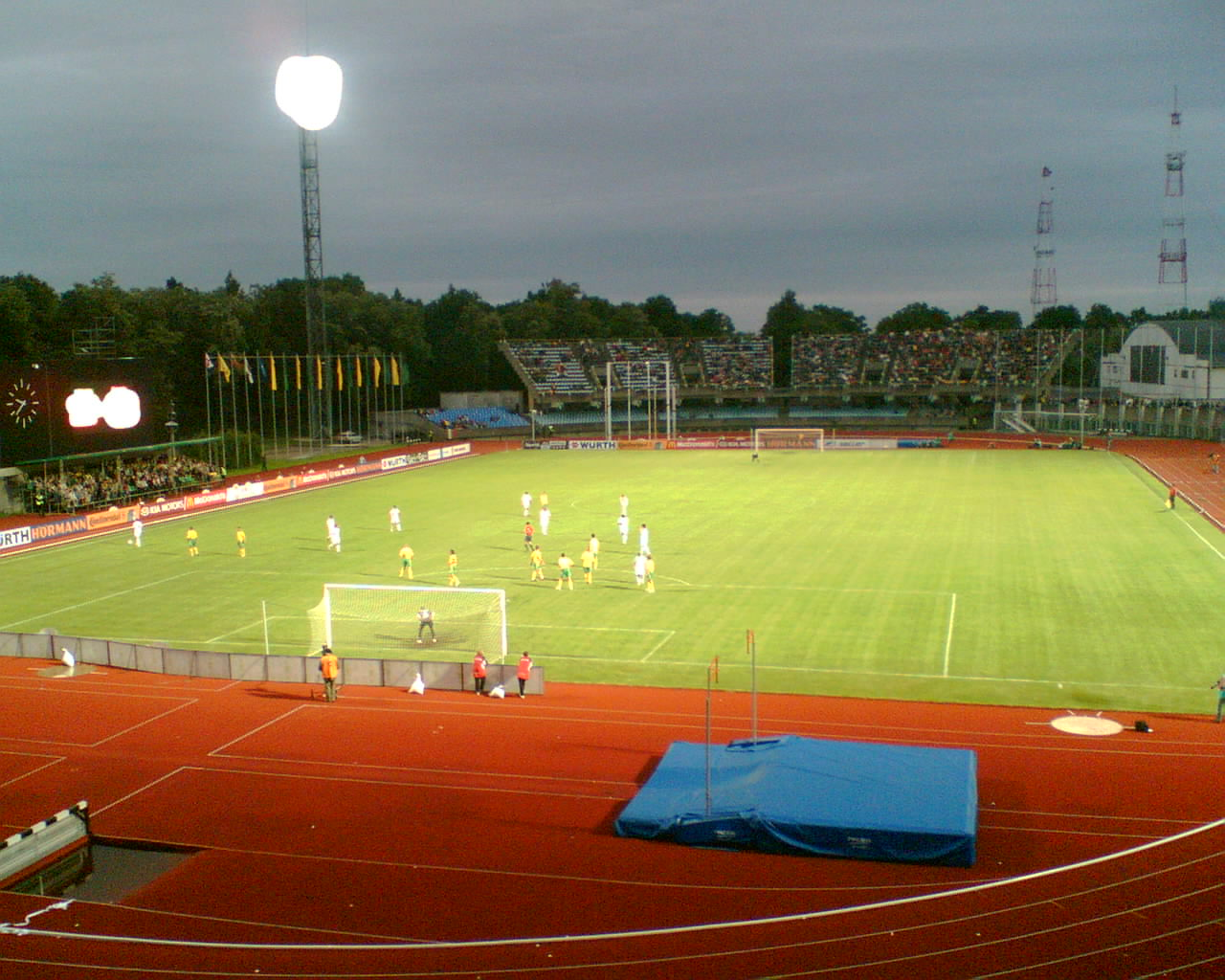
Estadi S. Darius i S. Girėnas, escenari on la selecció lituana disputa els seus partits.

- Estadi S. Darius i S. Girėnas (Kaunas)
- Estadi Sūduva (Marijampolė)
- Estadi LFF (Vilnius)
- Estadi Central de Klaipėda (Klaipėda)
- Estadi Aukštaitija (Panevėžys)